# Laguna de Antela
Laguna de Antela är en periodisk sjö i Spanien.   Den ligger i provinsen Provincia de Ourense och regionen Galicien, i den nordvästra delen av landet, 400 km nordväst om huvudstaden Madrid. Laguna de Antela ligger 615 meter över havet. Arean är 0,45 kvadratkilometer.Trakten runt Laguna de Antela består till största delen av jordbruksmark. Den sträcker sig 1,3 kilometer i nord-sydlig riktning, och 1,0 kilometer i öst-västlig riktning.